# دوديدينغتون (تشيشير)
دوديدينغتون (بالإنجليزية: Doddington, Cheshire)‏ هي قرية و أبرشية مدنية تقع في المملكة المتحدة في إنجلترا.